# Juan Pérez de Almazán
Juan Pérez de Almazán (¿? - ¿?) noble español, II Señor de Maella, caballero y comendador de Beas en la Orden de Santiago, y secretario del consejo de Castilla con Carlos V.
Hijo de Miguel Pérez de Almazán y de Gracia de Albión, sucedió a su padre en el señorío de Maella. Se casó con María de Urrea, Señora de Trasmoz, hija ésta de Pedro de Urrea. Carlos V le concedió en 1525 la encomienda de Beas, de la que ya había sido comendador su padre, y heredó el señorío de Maella y Villanueva de Almazán. Tuvo un hermano mayor llamado Miguel, que fue arcediano en Daroca.